# Georg Lendorff
Georg Lendorff (* 1965 in Zürich) ist ein Schweizer Filmregisseur und Videokünstler.

## Leben und Werk
Georg Lendorff studierte Visuelle Kommunikation an der Zürcher Hochschule der Künste (ZHdK) sowie Film am London College of Communication (LCC). Seit den frühen 1990er-Jahren arbeitet er als Videokünstler und entwarf Videobühnenbilder für zahlreiche Theaterproduktionen in der Schweiz, Deutschland und international. Er arbeitete für renommierte Theater und Opern, unter anderem für die Staatsoper Stuttgart, die Salzburger Festspiele, die Oper Frankfurt, die Bayerische Staatsoper, das Schauspiel Hannover und das Burgtheater Wien. Parallel zu seiner Theaterarbeit realisiert Lendorff eigenständige Video- und Lichtinstallationen und kreiert Video-Installationen für Ausstellungen, unter anderem für das Stapferhaus Lenzburg und das Humboldt Forum Berlin. Zu seinen bekanntesten Arbeiten zählt die immersive Installation First Light (2018), die 2021 im Rahmen von Lille3000 in Frankreich präsentiert wurde. Im Jahr 2019 kreierte Lendorff in Zusammenarbeit mit dem Taschenlabel Freitag die Installation UNFLUENCER für die Mailänder Designwoche, die auf seiner Arbeit First Light basierte.

## Auszeichnungen
- 2002: Nestroy-Nominierung für die Beste Ausstattung
- 2004: Nestroy-Nominierung für die Beste Ausstattung[12]
- 2020: Deutscher Lichtdesign-Preis für UNFLUENCER, Kategorie Projekte mit künstlerischem Hintergrund / International[13]
- 2020: Frame Awards, Jury Price für UNFLUENCER, Kategorie Exhibition of the Year
- 2020: Frame Awards, Jury Price für UNFLUENCER, Kategorie Best Use of Light[14]